# Dame Kasuga
Dame Kasuga (春日局, Kasuga no Tsubone, 1579-26 octobre 1643) est issue d'une importante famille de samouraïs des époques Azuchi-Momoyama et Edo de l'histoire du Japon. 

## Biographie
Née Saitō Fuku (斉藤 福, Fuku Saitō), elle est la fille de Saitō Toshimitsu (un obligé d'Akechi Mitsuhide), connu pour avoir trahi Oda Nobunaga. Son grand-père maternel est Inaba Yoshimichi. En 1582, son père est exécuté après que Mitsuhide a été tué par Toyotomi Hideyoshi à la bataille de Yamazaki. Considérée comme la fille d’un traître, Ofuku (son surnom) mène alors une vie d'errances.
Mariée à Inaba Masanari, elle a trois fils, dont Inaba Masakatsu, et un fils adopté, Hotta Masatoshi. Elle sert de nourrice au troisième shogun Tokugawa, Iemitsu à partir de 1604. Elle établit aussi l’ōoku, le quartier des femmes, au château d'Edo.
En 1629, Ofuku se rend dans la capitale, où elle est reçue en audience par l'empereur à la cour impériale de Kyoto. Elle est élevée au rang de cour extraordinairement élevé de deuxième classe, et après cette période, est appelée Kasuga no Tsubone ou dame Kasuga. Elle fait alors office d'intermédiaire dans la recherche de concubines pour le shogun Tokugawa Iemitsu, et amène au château d'Edo Ofuri, Oraku (mère de Tokugawa Ietsuna) et Otama (mère de Tokugawa Tsunayoshi).
Elle meurt en 1643, à l’âge de 64 ans. Sa tombe se trouve au Rinshō-in, temple situé dans Bunkyō à Edo. Le sanctuaire possède un portait d'elle par Kanō Tannyū. Le quartier Kasuga de l'arrondissement de Bunkyō lui doit son nom. Il existe une autre tombe d'elle à Odawara, préfecture de Kanagawa.

## Dans la culture populaire
Dame Kasuga a fait l'objet de plusieurs films et séries télévisées, et a été un personnage dans beaucoup plus[Quoi ?]. Parmi les plus importants on compte :
- Jotei Kasuga no Tsubone (1990), réalisé par Sadao Nakajima ;
- Ōoku (2004), incarnée par Yuki Matsushita ;
- Kasuga no Tsubone (1989), taiga drama de la NHK, incarnée par Reiko Ōhara ;
- Basilisk: The Kouga Ninja Scrolls (2005, anime et manga), doublage par Kimiko Saitō (en).